# 景德镇陶瓷大学
景德镇陶瓷大学是中华人民共和国江西省景德镇市的一所全日制公办本科大学，是江西景德镇市第一所大学本科高校。学校前身为1910年创办的中国陶业学堂，1958年成立本科建制的景德镇陶瓷学院。1984年，学校成为硕士学位授予权单位。2013年7月，被国务院学位委员会增列为博士学位授予单位。2016年3月，更名为景德镇陶瓷大学。

## 办学概況
现有湘湖校区、新厂校区及中国轻工业陶瓷研究所、古陶瓷研究中心四个校区，占地2000余亩。主（新）校区位于景德镇浮梁县湘湖镇，该校是中国唯一一所以陶瓷命名的多科性大学。设有12个教学院（部、系），开设本科专业54个，有3个一级学科博士点、13个一级学科硕士点和11个专业学位硕士点和专任教师千余人。全日制在校生有2万余人（含独立学院），留学生近百人。
2020年12月18日，经教育部批准，原由景德镇陶瓷大学管理的独立学院景德镇陶瓷大学科技艺术学院脱离该校管理，并转设为民办本科层次职业高等学校景德镇艺术职业大学，由景德镇陶瓷文化旅游发展有限责任公司全资持有。

## 历史沿革
1910年，成立中国陶业学堂。
1912年改名江西省立饶州陶冶学校。
1915年改名江西省立第二甲种工业学校。
1916年与江西省立乙种工业学校合并。
1925年，原江西省立第二甲种工业学校与江西省立乙种工业分校合并为江西省立窑业学校。
1926年改名江西省立景德镇陶业学校。
1927年改名江西省立陶业学校。
1934年改名江西省立九江陶瓷科职业学校。
1935年与浮梁县里陶瓷科初级职业学校合并。
1945年同江西省工业实验所合并为江西省立陶瓷职业学校。
1952年陶瓷美术并入南昌大学（今江西师范大学）美术系。
1953年陶瓷工程专科并入华南工学院。
1953年中专部续办景德镇陶业学校。
1954年景德镇陶业学校并入湖南电瓷学校。
1955年与景德镇陶瓷美术技艺学校合并。
1956年与景德镇陶瓷工人技术学校合并。
1956年吸收江西工业基数学校陶瓷专业。
1958年改名景德镇陶瓷学院。
1975年与景德镇市建筑工程学院合并
1966年-1975年时值文化大革命，学校被迫停办。
1975年学校恢复建设，隶属于国家轻工业部。
1984年学校获国家第二批硕士学位授予权单位。
1998年学院转为省部共建，以江西省管理为主。
1999年与中国轻工业陶瓷研究所合并。
2013年获得博士学位授予权。
2016年改名为景德镇陶瓷大学。

## 对外交流
景德镇陶瓷学院是中国31所自主招收艺术类本科生和94所有资格招收享受中国政府奖学金攻读硕士、学士学位留学生的高校之一。每年吸引美国、英国、法国、芬兰、瑞典、德国、日本、韩国等20多个国家的学生慕名前来求学。
学校曾作为全国最具特色的高校之一（江西唯一）两次赴俄罗斯参加教育部组织的“21世纪中国大学展”，多次代表中国政府向外国政要赠送国礼，在国际上享有较高的声誉。学校1958年开始接收外国留学生，至2016年3月共培养了来自各大洲的20多个国家3000余名留学生，与美、英、法、日、韩等国家或地区30多所高校和国际陶艺家协会等建立友好合作关系，互派教师讲学、互派学生修学访问、联合培养艺术人才；与合作院校韩国圆光大学、韩国檀国大学启动实施“3+1+2”合作办学项目，建立本、硕、博联合培养“立交桥”；大力推进国际陶艺家工作室建设，“JCI－WVU国际陶瓷艺术家工作室”项目被美国国务院出版的《中美关系200年》列为“中美民间交往的典范和新高潮”。
2008年，学校与美国国务院、美国西弗吉尼亚大学合作创作了4个“行碗”，受到美国总统布什的称赞；2009年，学校在法国巴黎联合国教科文组织总部成功举办“中国景德镇陶瓷艺术展”；2011年，应法国国家艺术行业联合会邀请，参加法国卢浮宫第17届国际文化非遗展；2012年，在第八届中国（深圳）国际文化产业博览交易会上成功举办了“景德镇陶瓷学院师生作品展”；2013年，学校在英国剑桥大学成功举办了“中国白金”陶艺作品展，学校教师代表团受到英国女王伊丽莎白二世在白金汉宫的亲切会见，并向英国女王赠送了由学校艺术家设计制作的礼品瓷；2014年，学校受希腊邀请，在希腊亚洲艺术博物馆举办“中华当代陶瓷艺术展”。 与美国西弗吉尼亚大学、法国立莫日大学等多个学校联合建立了“国际艺术家工作室”。

## 院系设置
- 陶瓷美术学院
- 材料科学与工程学院
- 管理与经济学院
- 机械电子工程学院
- 设计艺术学院
- 信息工程学院
- 马克思主义学院
- 艺术文博学院
- 外国语学院
- 创业学院
- 国际学院
- 体育与军事教育部
- 科技艺术学院